# TeleVideo Corporation

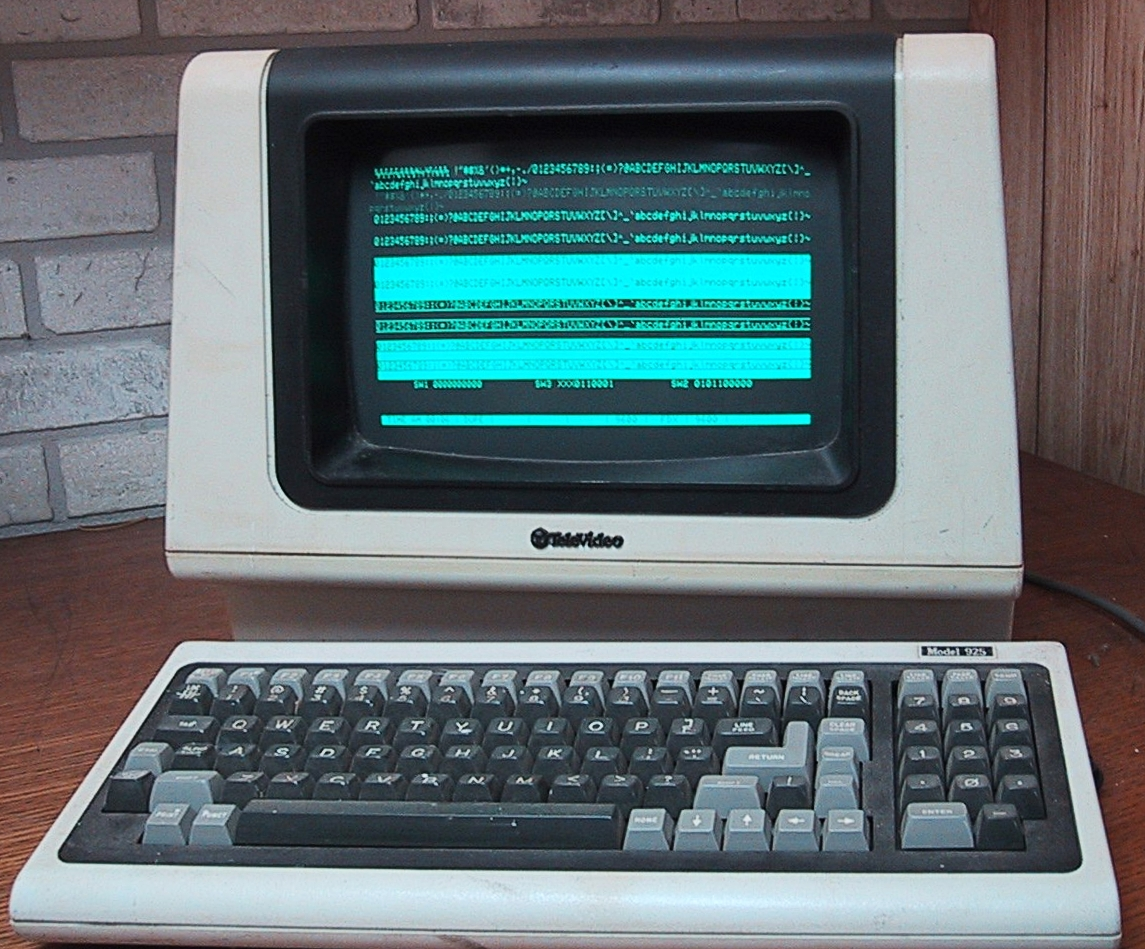
Terminal TeleVideo 925 de 1982

TeleVideo Corporation es una compañía de California, Estados Unidos  fundada el 15 de mayo de 1975 por el Dr. K. Philip Hwang. Se dedica inicialmente a la fabricación de terminales pasivos, llegando a ser uno de los líderes del mercado. Como su rival Digital, tuvieron la idea de convertir uno de sus terminales en ordenador completo. El de Digital fue el Digital VT-180 mientras que el TeleVideo TS-802 fue la solución de Televideo, lanzado en 1982.
A partir de ese momento comienzan a fabricar ordenadores compatibles CP/M y CP/M-86. En 1983 fabrica su primer ordenador compatible MS-DOS
En los 90 comienza a invertir en el mercado emergente de multimedia produciendo aceleradoras gráficas 2D y 3D, tarjeta de sonido 3D y kist multimedia. En 1996 comercializa una nueva gama de monitores de tubo de rayos catódicos de 15, 17, 19 y 21 pulgadas de alta resolución y calidad.
En el 2000 comienza a comercializar clientes ligeros para redes, con sistema operativo Windows CE y Linux. Estos terminales pueden usarse para redes basadas en  Windows y Terminal Server, Linux y Mac OS.
El 14 de marzo de 2006 presenta una solicitud voluntaria de bancarrota que permita a la empresa reorganizarse y seguir adelante en los negocios.
Después de más de 35 años en el negocio y con millones de terminales vendidos en todo el mundo Televideo suspendió la fabricación y venta de todos los productos de terminales al 30 de septiembre de 2011.

## Lista de Productos
- TeleVideo IMS 5000
- TeleVideo Personal Mini
- TeleVideo Tele 386
- TeleVideo Teleportable
- TeleVideo Telestar
- TeleVideo Teletote I
- TeleVideo TPC
- TeleVideo TPC II
- TeleVideo TPCI
- TeleVideo TS 1600
- TeleVideo TS 1603
- TeleVideo TS 2605
- TeleVideo TS 800
- TeleVideo TS-802 / TS-802 H
- TeleVideo TS 803 / TVTS 803
- TeleVideo TS 804
- TeleVideo TS 806
- TeleVideo TVI920
- TeleVideo TVI950
- TeleVideo TVI990
- TeleVideo TVI995-65
- TeleVideo TVI995

### Línea 1600
- TeleVideo TS 1600
- TeleVideo TS 1602
- TeleVideo TS 1602H
- TeleVideo TS 1603
- TeleVideo TS 1605 / TVTS 1605

### Clientes Ligeros TeleCLIENT
- TeleVideo TeleCLIENT TC5xxx
- TeleVideo TeleCLIENT TC7020
- TeleVideo TeleCLIENT TC7380
- TeleVideo TeleCLIENT TC7030
- TeleVideo TeleCLIENT TC7050
- TeleVideo TeleCLIENT TC7530
- TeleVideo TeleCLIENT TC7730
- TeleVideo TeleCLIENT TC8030
- TeleVideo TeleCLIENT TC8050
- TeleVideo TeleCLIENT TC8530
- TeleVideo TeleCLIENT TC8730
- TeleVideo MC3000
- TeleVideo XPe